# 白梅醫院
白梅醫院（越南语：／）是位於越南河內市栋多郡的一家多科別的公眾醫院，也是越南最大的醫院之一。擁有多所學院、醫院、附屬醫院及一所醫療學校，也是越南國家特殊訓練與研究中心。它是中華民國行政院衛生署所指定的六家越南勞工體檢醫院之一。其共有1400床。

## 歷史
- 1911年，白梅醫院建於法國殖民時期，起初為感染科醫院。
- 1998年，美國贊助新增復健單位，治療失能之成人與兒童。
- 2000年，與日本合作院內感控的技術交流計畫，進行全院改建。
- 2003年，SARS在越南爆發時，能提供院內感控與治療。
- 2008年，國際殘障協會的幫助下，預計建立25床的脊椎治療單位。